# Ægtemand pro forma
Ægtemand pro forma er en amerikansk stumfilm fra 1918 af Clarence G. Badger.

## Medvirkende
- Madge Kennedy som Dorothy Dean
- Rockliffe Fellowes som Don Morton
- George Bunny som Roan
- Paul Everton som Hernry Morton
- William B. Davidson som John Sparr